# Debbie Harry
Deborah Ann "Debbie" Harry (født Angela Trimble; 1. juli 1945 i Miami, Florida) er en amerikansk sangerinde, sangskriver og skuespiller. Debbie Harry er bedst kendt for at være forsanger i new wave bandet Blondie. Hun har også haft succes som solo-kunstner, og i midten af 1990'erne optrådte hun som en del af bandet The Jazz Passengers. Hun har som skuespiller medvirket i mere end tredive filmroller og mange tv-optrædener.

## De tidlige år
Debbie Harry’s karriere startede i slutningen af 1960erne som korsanger i folkrock-gruppen The Wind in the Willows  som udgav et album på Capitol Records i 1968. Opfølgeren hertil blev indspillet, men aldrig udgivet og optagelserne herfra betragtes som forsvundne.
I 1974 blev Harry medlem af the Stilettoes sammen med Elda Gentile og Amanda Jones. Hendes kæreste, senere guitarist i Blondie, Chris Stein blev medlem kort tid efter.

Efter the Stilettoes, dannede Harry og Stein Angel and the Snake sammen med Tish Bellomo og Snooky Bellomo, og kort derefter Blondie.